# محمدآباد (تربت جام)
محمدآباد (تربت جام)، روستایی از توابع بخش پائین جام شهرستان تربت جام در استان خراسان رضوی ایران است. ظاهرا نام این روستا برگرفته از اسم شخصی به نام محمد که بزرگ این روستا بوده، برگرفته شده است. 

## جمعیت
این روستا در دهستان زام قرار دارد و براساس سرشماری مرکز آمار ایران در سال ۱۳۸۵، جمعیت آن ۱٬۶۸۴ نفر (۳۴۵خانوار) بوده‌است.۱۰۰درصد جمعیت آن مذهب اهل سنت دارند